# Saint-Jean-Baptiste (Hostert)

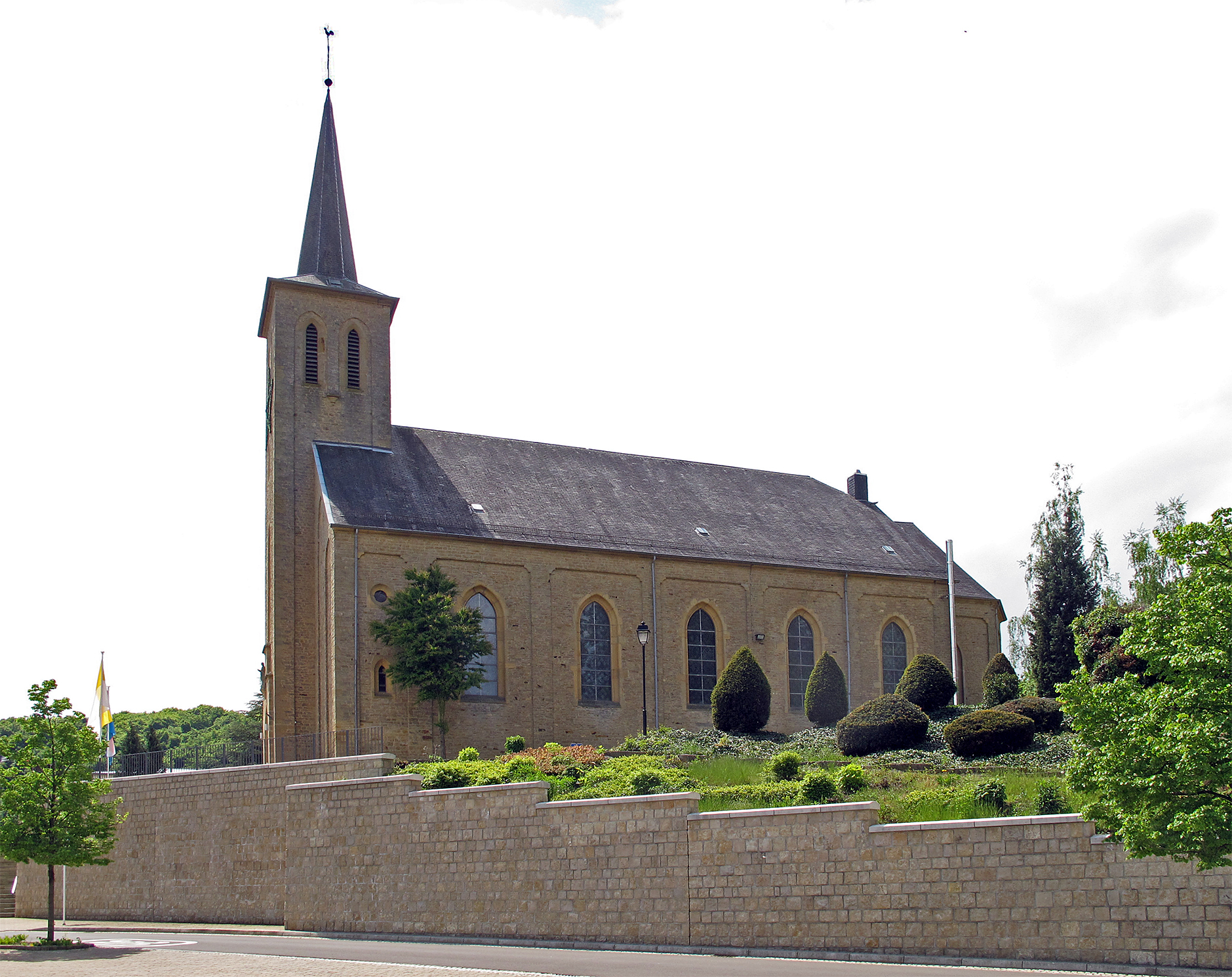
Kirche in Hostert

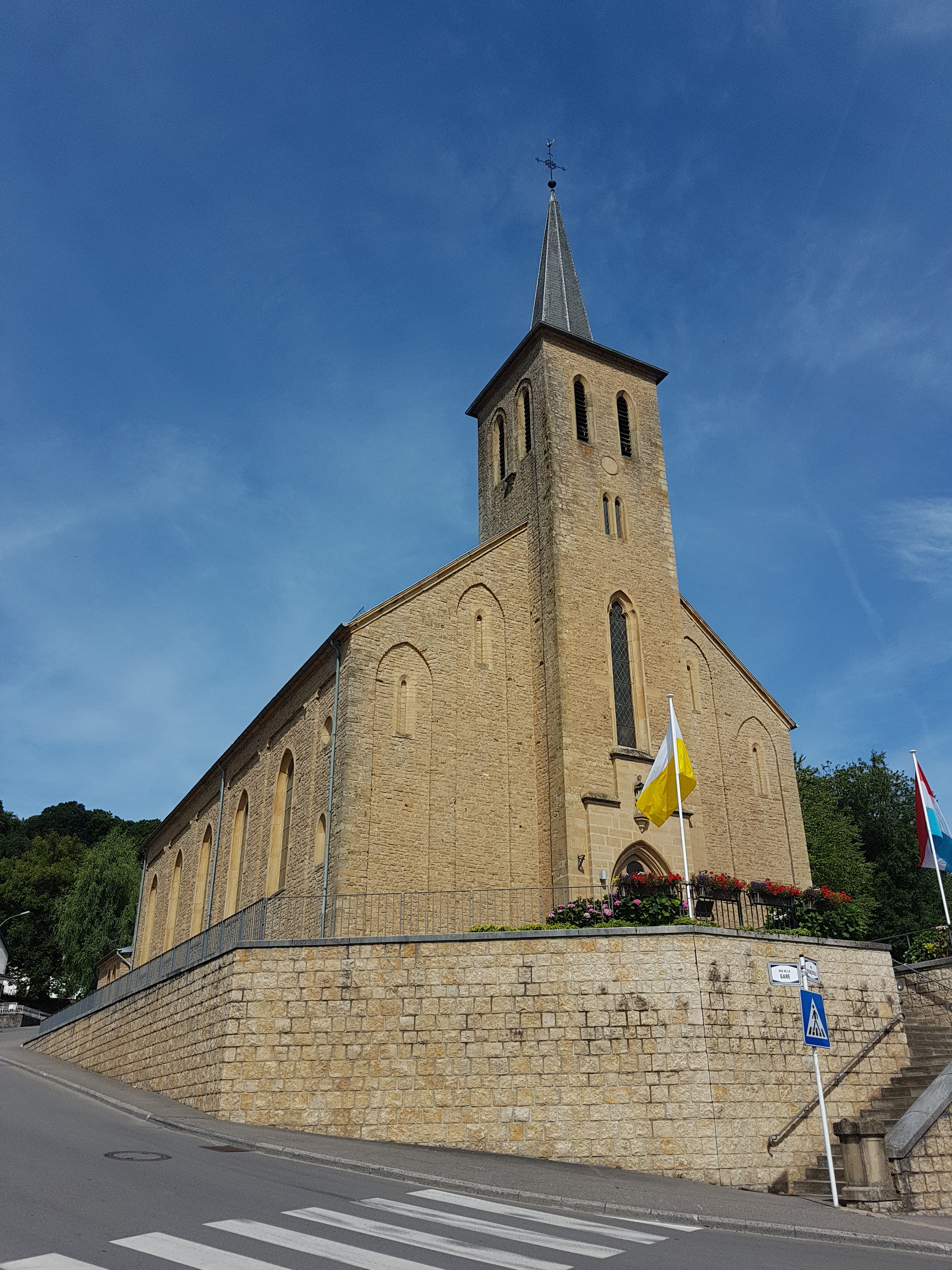
Süd-Ostseite der Kirche

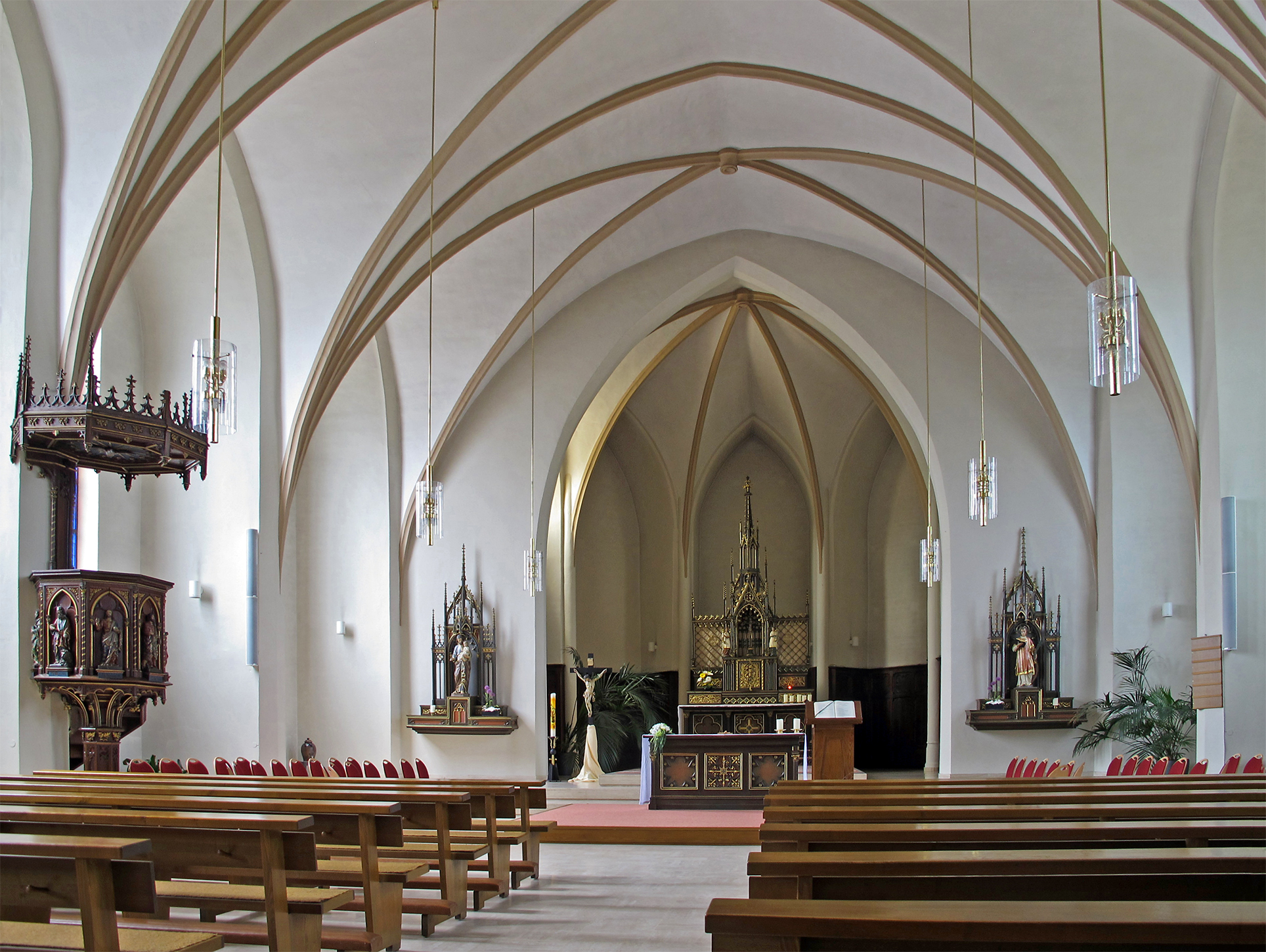
Blick zum Altar

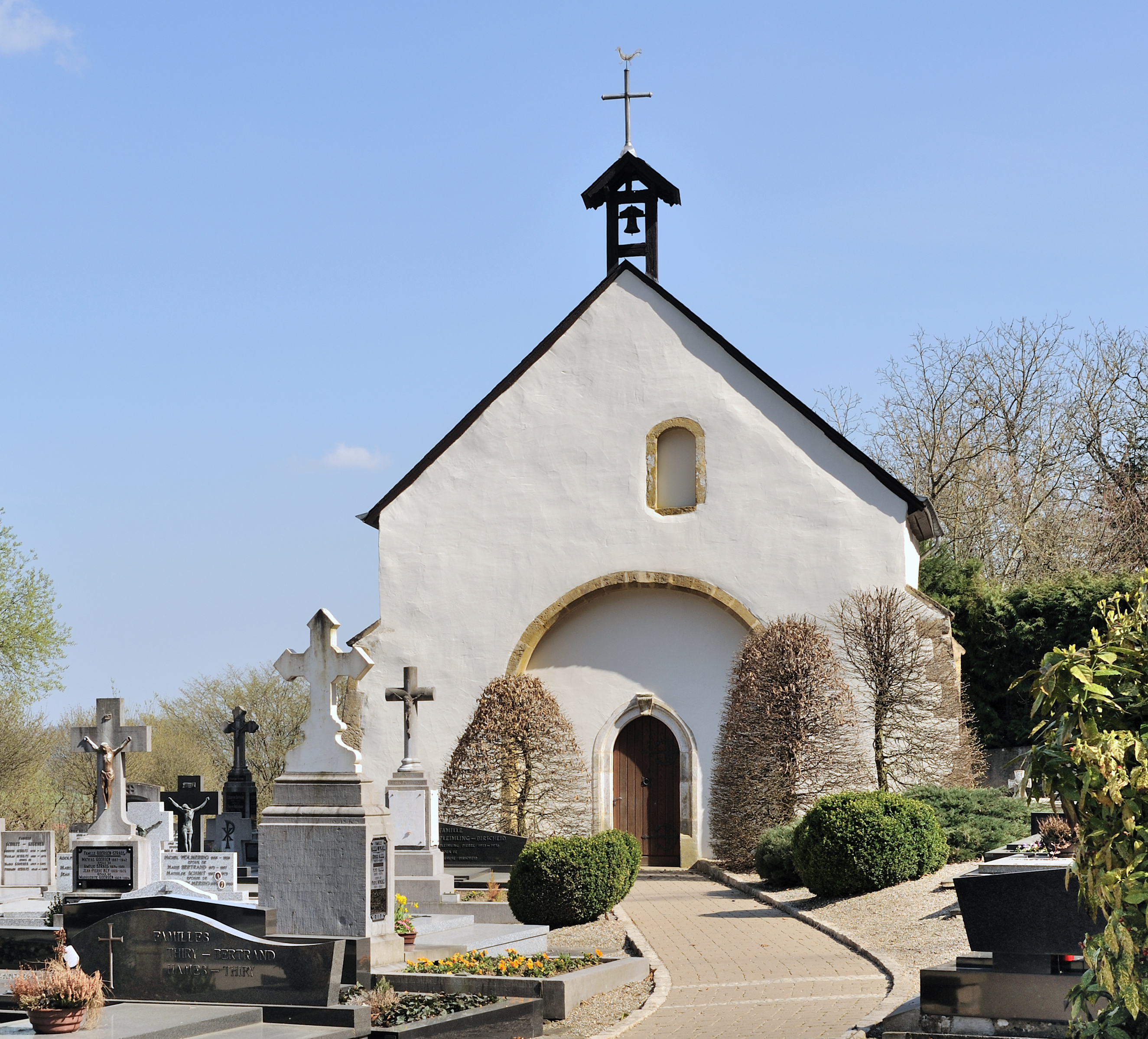
Die als nationales Monument klassierte Friedhofskapelle in Hostert

Die römisch-katholische Kirche Saint-Jean-Baptiste (lux.: Kierch Hellege Jean-Baptiste, auch: Kierch vun Hueschtert; franz.: Église Saint-Jean-Baptiste) in der Ortschaft Hostert (lux.: Hueschtert) der Gemeinde Niederanven im Kanton Luxemburg im Großherzogtum Luxemburg gehört zum Gemeindeverband des Neuen Pfarrsektors Ost (lux.: Parverband Nei Par Sektor Ost), Pastoralregion Luxemburg, Dekanat Luxemburg-Ost und zum Erzbistum Luxemburg.
Die Kirche ist Johannes dem Täufer (lux.: Hellege Johannes den Deefer), dessen Fest am 24. Juni gefeiert wird, geweiht.
Zur Pfarrei Hostert gehört die Pfarrkirche Hostert und die Filialkirche zum hl. Josef (franz.: Église Saint-Joseph) in Ernster (lux.: Iernster).

## Geschichte
Die Kirche von Hostert wurde zwischen 1857 und 1859 erbaut, nachdem die alte Kapelle auf dem Friedhof (inzwischen denkmalgeschützt) zu klein geworden war. 1871 wurde eine Statue des hl. Cyriacus über dem Tor aufgestellt. In der Kirche befindet sich auf der rechten Seite eine weitere Statue des hl. Cyriacus.

## Lage
Die Kirche befindet sich am Place Grande-Duchesse Charlotte an der Kreuzung der Hauptstraße (lux.: Haaptstrooss; franz.: Rue Principale) mit der Rue de la Gare. Sie ist auf einem Hang gebaut und erhebt sich gut sichtbar über die Ortschaft.

## Kirchengebäude
Das Kirchengebäude in neugotischem Stil mit Satteldach ist in Ost-West-Richtung gebaut. Es besticht durch die Schlichtheit der Linienführung und die je sechs seitlich befindlichen Spitzbogenfenster, die sich in der Fassade in leicht abgesetzten Feldern befinden und durch Pilaster ohne tragende Funktion (Reliefpfeiler) begrenzt werden. Der östlich befindliche Kirchturm mit sehr schlichtem Spitzhelm bildet einen integralen Bestandteil des Kirchenschiffs und durch diesen führt das Hauptportal. Der eingezogene Chor befindet sich im Westen.
Das Kirchenschiff ist weitgehend in Weiß gehalten und wird durch die Fenster hell belichtet. Die Schlichtheit der äußeren Linienführung wird innen fortgesetzt. Auch der Chorbogen ist als schlichter Spitzbogen ohne Verzierungen ausgeführt. Sowohl im Kirchenschiff als auch im Chor befindet sich ein Spitzbogengewölbe, das durch die optische Hervorhebung der Rippen einen ansprechenden architektonischen Effekt erhält.
Die Glasfenster mit Ornamenten in der Kirche stammen von einem unbekannten Künstler. Das Fertigungsjahr ist teilweise unbekannt, teilweise 1900 bzw. 1904.
Die ursprüngliche in ein mittelbraunes Holzgehäuse gefasste Orgel der Pfarrkirche wurde 1897 von der Orgelbauwerkstatt Gebrüder Müller aus Reifferscheid gebaut und wurde von einer Privatperson gestiftet. Die Orgel hatte 10 Register auf einem Manual und Pedal. 1984 wurde eine neue Orgel installiert und eingeweiht, unter Einbeziehung des alten Gehäuses und der Mehrzahl der Pfeifen der vorherigen Orgel, die noch verwendet werden konnten. Hergestellt wurde die neue Orgel vom Orgelbauer Herbert Schmidt aus Mersch. Diese Orgel besteht bis heute.